# 奥托·库西宁
奥托·威廉莫维奇·库西宁，（芬蘭語：Otto Wille Kuusinen，俄语：，1881年10月4日—1964年5月17日，芬兰裔苏联革命家，共产国际活动家，苏联党和国家领导人，文学家，历史学家，诗人。苏联科学院院士。曾担任卡累利阿-芬兰苏维埃社会主义共和国最高苏维埃主席团主席等职务。

## 生平

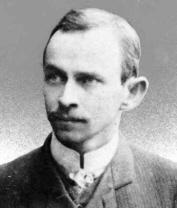
1920年的库西宁

- 1881年9月22日（格里历：10月4日）出生于芬兰劳卡的一个农村裁缝家庭。一岁时丧母。两岁的时候全家移居于韦斯屈莱。1900年5月毕业于韦斯屈莱高中。
- 1900年5月-1905年10月，亚历山大帝国大学学习。他的主修课程是哲学、美学和历史。大学期间他是学生会积极分子，并对芬兰民族保守主义和芬兰中间党创立时的理念产生浓厚兴趣。1905年5月加入芬兰社会民主党。
- 1906年-1917年，芬兰社会民主党报刊编辑。期间，1906年-1911年，芬兰社民党副主席。1908年-1910年，芬兰议会议员。1911年-1917年，芬兰社民党主席。
- 1918年1月-4月，芬兰人民代表团教育人民委员。芬兰内战失败后逃往苏俄。
- 1918年4月-1919年5月，叶卡捷琳堡、莫斯科从事革命工作。期间曾在叶卡捷琳堡出版小册子《芬兰革命与自我批评》，反省芬兰内战失败原因。对旧的社会民主主义工人运动进行了批判。随后前往莫斯科，于1918年8月加入联共（布）并参与芬兰共产党的建立。
- 1919年5月-1921年，在芬兰组织地下工作。他编辑了芬兰社会主义工人党的纲领，为芬兰社会民主主义青年联盟的报纸撰写文章。在苏俄和芬兰，工人运动的领导人为他宣读了纪念演说，甚至将芬兰共产党人在彼得格勒的集会地点命名为库西宁俱乐部。但他幸存下来，躲在赫尔辛基，并于1921年初通过瑞典返回苏俄。
- 1921年7月-1939年1月，共产国际执行委员会书记。
- 1939年1月-1940年3月，芬兰民主共和国政府主席兼外长。
- 1940年7月-1956年8月，卡累利阿-芬兰苏维埃社会主义共和国最高苏维埃主席团主席。期间，1952年10月-1953年3月，苏共中央主席团外事委员会常委。
- 1957年6月-1964年5月，苏共中央书记处书记。1958年6月当选苏联科学院历史学院士。
- 1964年5月17日于莫斯科逝世，享年82岁。葬于克里姆林宫红场墓园。

库西宁是俄共（布）13-14大，联共（布）15-18大，苏共19-22大，第13-16、18次代表会议代表；第19-22届中央主席团成员，第18-22届中央委员；第1-6届苏联最高苏维埃民族院代表，第1-4届卡累利阿-芬兰苏维埃社会主义共和国最高苏维埃代表，第5-6届俄罗斯联邦苏维埃社会主义共和国最高苏维埃代表。

## 荣誉
- 社会主义劳动英雄称号（1961）
- 四次列宁勋章（1948,1951,1956,1961）[2]

## 家庭
库西宁在1902年与塞玛-波琳娜·达尔斯特伦结婚，1923年离婚。二人育有两子三女。随后与第二任妻子爱诺·库西宁结婚，但二人婚姻在30年代初期已经名存实亡。爱诺在大清洗期间被指控为间谍，1938年被判处有期徒刑15年。1936年到去世，库西宁没有与他的前妻正式离婚，而是与比他小30岁的玛丽娜·阿米拉戈娃生活在一起。玛丽娜在1937年生下一女，但在一年后不幸去世。

## 理论贡献
在赫鲁晓夫时代，库西宁参与马列主义教科书的编写。他在书中最先提到无产阶级专政国家发展为全民国家这一论点，后来该观点在1961年进入苏共党章。此外，库西宁在50年代对安德罗波夫颇有提携。